# Синьхайська революція
Сіньха́йська револю́ція в Китаї (кит. трад. 辛亥革命, піньїнь: Xīnhài Gémìng, акад. Сінь-хай ґемін) — революційні події 1911-1912 у Китаї, під час яких було повалено правління маньчжурської династії Цін (правила на півночі Китаю з 1636, змінила династію Мін у 1644).
Політична криза в Китаї загострювалася. У 1908, по смерті імператриці Ци Сі, правителем проголошено її онука — дворічного Пуї, а реальну владу захопила маньчжурська знать, яка усунула з найвищих посад китайську аристократію.
У травні 1911 уряд передав право на будівництво залізниць у ряді провінцій спільному британо-франко-німецько-американському консорціуму, відібравши його у китайських акціонерних компаній. Це викликало хвилю невдоволення та спровокувало повстання у Сичуані, а ввечері 10 жовтня виступили революційно налаштовані солдати гарнізону в Учані. «Тунменхой» очолив ці повстання та поширив їх на сусідні провінції — почалася Сіньхайська революція (від назви року з 30 січня 1911 до 17 лютого 1913 за китайським календарем).
29 грудня 1911 представники 17-ти повсталих провінцій у Нанкіні («південній столиці») проголосили Китай республікою й обрали Сунь Ятсена її тимчасовим президентом. Однак республіканський уряд контролював лише частину терену країни, в Китаї тривала Громадянська війна. Командувач імператорськими військами генерал Юань Шикай (1859—1916), який свого часу мав репутацію ліберала, не приховував власних претензій на абсолютну владу. Тому, прагнучи припинити громадянську війну й уникнути іноземного вторгнення, Сунь Ятсен у середині лютого 1912 вдався до компромісу. Він відмовився від посади президента на користь Юань Шикая, а маньчжурська династія, у свою чергу, відмовилася від престолу, хоча за нею залишалися палаци, землі, майно. Новий президент відразу ж перевів уряд із революційного півдня до Пекіна, контрольованого його військами, жорстоко придушив селянські та робітничі виступи та встановив режим особистої диктатури. Його підтримали й іноземні держави, надавши велику банківську позику.
Сунь Ятсен та інші діячі «Тунмінхою» за участю частини лібералів створили 25 серпня 1912 нову партію — Ґоміньдан («Національна партія»). Загалом вона дотримувалася «трьох народних принципів», щоправда, без вимоги зрівняльного переділу землі. Юань Шикай відразу ж розпочав переслідування ґоміньданівців, і тоді в липні 1913 Сунь Ятсен закликав народ до «другої революції». Проте повстання придушили урядові війська, керівники забороненого Ґоміньдану емігрували, а Юань Шикай, розпустивши парламент, скасував конституцію та проголосив себе військовим диктатором. У 1915 він спробував оголосити себе імператором, але його монархія тривала лише 82 дні. Республіканський устрій було повернуто. Незабаром, за підтримки Комінтерну, партія Ґоміньдан посилила свої позиції: перемога революції стала остаточною.